# لاندون روس
لاندون روس (بالإنجليزية: Landon Ross)‏ هو كاتب أمريكي، ولد في 27 ديسمبر 1982 في لوس أنجلوس في الولايات المتحدة.

## وصلات خارجية
- الموقع الرسمي